# عطا الله خان عيسى خيلوي
عطا الله خان عيسى خيلوي مواليد 19 أغسطس 1951 ويُلقب بـ«لالا» (أي الأخ الكبير بالبشتونية)، هو مغني وموسيقي باكستاني بدأ مسيرته الفنية عام 1971. اشتهر بأغانيه الشعبية الباكستانية في منطقة البنجاب، وهو حاصل على العديد من الجوائز المحلية والدولية، منها جائزة فخر باكستان سنة 1991. غنى بالعديد من اللغات منها الأردية والبشتونية واللهجة السرائيكية.
أخيراً ظهر بالعديد من مواسم كوك ستوديو الباكستاني في سنة 2011 قدم أغنيتين، وفي الموسم العاشر سنة 2017 قدم أغنية برفقة المغني الصاعد ساب مايا.

## حياته الشخصية
ولد عيسى خيلوي في عائلة سرائيكية مُحافظة في منطقة ميانوالي في إقليم البنجاب سنة 1951، وهذه العائلة من قبائل البشتون والتي ينتمي لها عمران خان. اهتم عطا الله بالموسيقى مُنذ الطفولة، لكن الموسيقى كانت ممنوعة داخل منزله تماماً واعتبرت من المحرمات. ولكن على الرغم من الحظر على الموسيقى من قِبل عائلته، سعى لمعرفة المزيد عن الموسيقى سراً. وسانده بذلك أستاذه في المدرسة والذي علمه أغاني موكيش ومحمد رافي، ونصحه أن لا يتوقف عن الغناء أبداً. حاول عطا الله شرح شغفه بالموسيقى لوالديه واقناعهم بالسماح له بالغناء، لكنهم منعوه من مواصلة الغناء. قرر عطا الله بمغادرة منزل والديه وعمره 18 سنة، مستغلاً سفر والده للحج. تنقل بين مختلف المناطق في باكستان وحصل على شعبية بين أهالي المناطق الريفية.

## حياته الفنية
واصل عطا الله دراسة الموسيقى والتدرب عليها، وقام بتسجيل العديد من أشرطة الكاسيت لنفسه والتي قام بنشرها لاحقاً. وفي عام 1972 دُعي لتقديم نفسه في إحدى قنوات الراديو الرسمية، وفي نفس العام قدم أكبر حفل فني له حتى ذلك الوقت في ميانوالي. وفي عام 1973 استضافه برنامج نيلام غار التلفزيوني الشهير آنذاك. وقع اتفاقية مع شركة تسجيل في مدينة فيصل آباد لتسجيل أغانيه الشعبية في أستوديوهاتها، وسجل أربع ألبومات خلال جلسة تسجيل واحدة، ونُشرت الألبومات في نهاية عام 1977 وحققت نجاحاً كبيراً. في سنة 1980 قدم أول عرض له خارج باكستان، وكان في المملكة المتحدة، وأطلق هُناك ألبومات جديدة مع شركات تسجيل جديدة.
يعتنق عطا الله الإسلام على المذهب الصوفي، لذا قام بغناء العديد من الأشعار الصوفية والمديح للشعراء بلهي شاه وميان محمد بخش وآخرون.

## الشهرة
أصبح خيلوي رمزاً شعبياً في باكستان، ويُعتبر من أكثر الفنانين شعبيةً في باكستان، كما أصبحت أغانيه ضمن الفلكلور الشعبي للباكستانيين. واتخذ سائقو الشاحنات ايقاعاته كوسيلة للتسلية في ساعات العمل الطويلة والشعور بالوحدة خلال عملهم.
أما زيه فأصبه رمزأ له واشتهر كثيراً بارتدائه، حيثُ يقوم بوضع قطعة قماشية (شال) على كتفه الأيمن أو حول رقبته، بالإضافة لشاربه البسيط.
خلال مسيرته سجل 50,000 أغنية بسبع لغات مختلفة، وحصل على جائزة الإنجاز مدى الحياة من الملكة إليزابيث الثانية، كما دخل موسوعة غينيس للأرقام القياسية لتسجيله أكبر عدداً من الألبومات في العالم.

## روابط خارجية
- عطا الله خان عيسى خيلوي على موقع ميوزك برينز (الإنجليزية)
- عطا الله خان عيسى خيلوي على موقع ديسكوغز (الإنجليزية)